# 954 리
954 리(영어: 954 Li)는 소행성이다. 85 이오와 함께 로마자로 가장 짧은 소행성이다.